# Shorea lunduensis
Shorea lunduensis är en tvåhjärtbladig växtart som beskrevs av Peter Shaw Ashton. Shorea lunduensis ingår i släktet Shorea och familjen Dipterocarpaceae. Inga underarter finns listade i Catalogue of Life.